# Hillsboro (Iowa)
Hillsboro é uma cidade localizada no estado americano de Iowa, no Condado de Henry.

## Demografia
Segundo o censo americano de 2000, a sua população era de 205 habitantes.
Em 2006, foi estimada uma população de 205, um aumento de 0 (0.0%).

## Geografia
De acordo com o United States Census Bureau tem uma área de
1,3 km², dos quais 1,3 km² cobertos por terra e 0,0 km² cobertos por água. Hillsboro localiza-se a aproximadamente 223 m acima do nível do mar.

## Localidades na vizinhança
O diagrama seguinte representa as localidades num raio de 20 km ao redor de Hillsboro.